# بيرونية

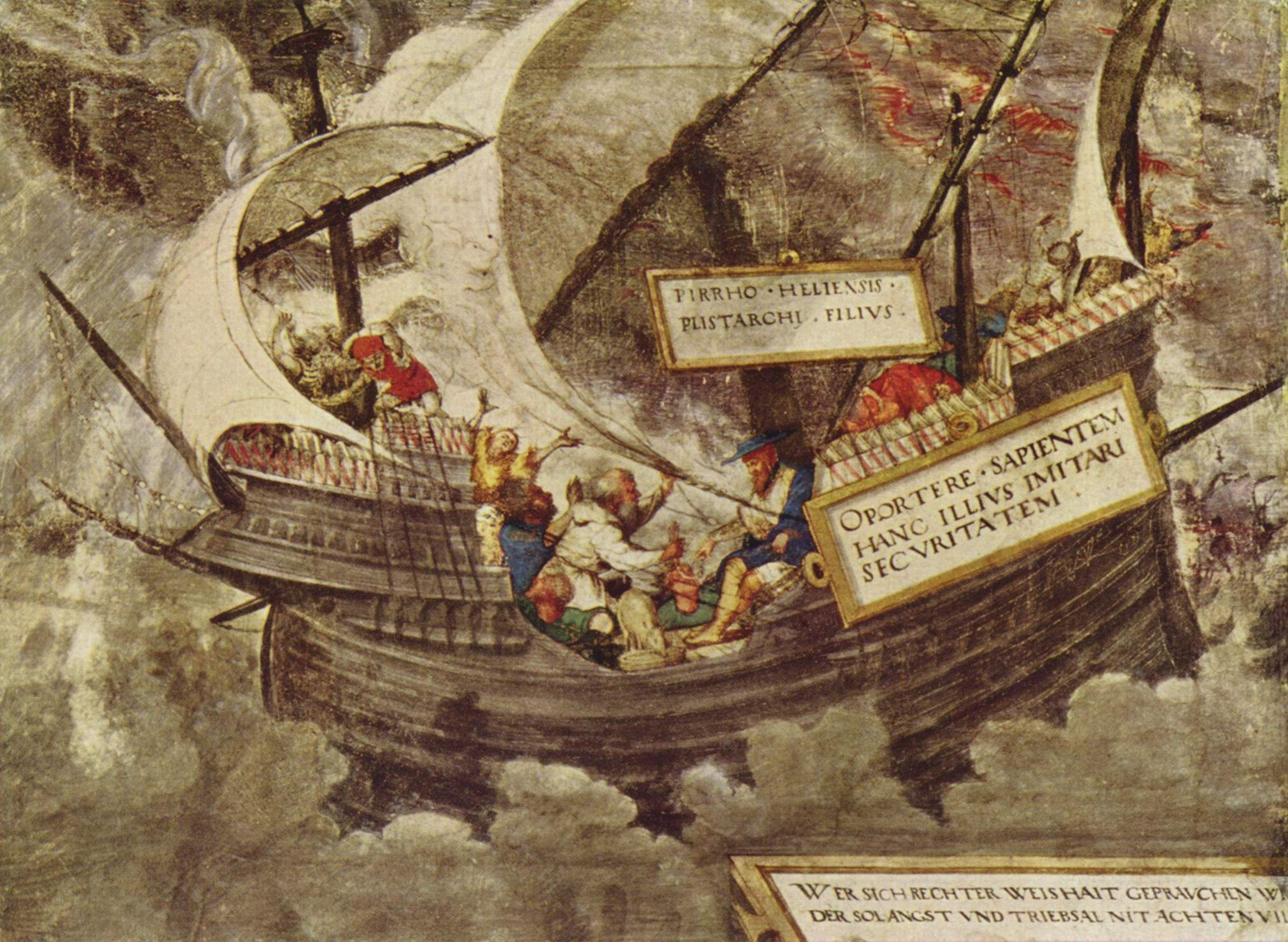

البيرونية، هي مدرسة شكوكية فلسفية، تأسست على يد بيرو في القرن الرابع قبل الميلاد. اكتسبت هذه المدرسة شهرتها من خلال الأعمال المتبقية لسيكستوس إمبيريكوس، الذي يُعتقد أنه ألفها في أواخر القرن الثاني أو أوائل القرن الثالث الميلادي.

## نشأتها
سافر الفيلسوفان الديموقريطيسيان بيرو (360- 270 قبل الميلاد تقريبًا) وأستاذه اناكسارخوس برفقة جيش الإسكندر الأكبر إلى الهند، حيث درس بيرو مع الموغ والجيمنوسوفستيين (الحكماء العاريين)، وتأثر بالتعاليم البوذية ولا سيما علامات الوجود الثلاث. أسس بيرو اتجاهًا فلسفيًا جديدًا بعد عودته من الهند، إذ يُعرف هذا الاتجاه في يومنا هذا باسم «البيرونية». دون تلميذه تيمون من فليوس تعاليمه، لكن فُقدت معظم أعماله بمرور الوقت. أحيا أنيسيديموس المدرسة البيرونية أو أعاد تأسيسها في القرن الأول قبل الميلاد.

## فلسفتها
يتجسد الهدف البيروني للحياة في اليودايمونيا، كما هو الحال مع الفلسفات الهلنستية الأخرى مثل الرواقية والمشائية والأبيقورية. يرى مناصرو المدرسة البيرونية في آراء المرء حول المسائل غير الواضحة (أي الدوغماتية) رادعًا لبلوغ المرء مرحلة اليودايمونيا. تعتبر المدرسة البيرونية بلوغ مرحلة الأتاراكسيا (حالة الاتزان) بمثابة أداة للوصول إلى مرحلة اليودايمونيا، كما هو الحال مع المدرسة الأبيقورية أيضًا. تعتمد المدرسة البيرونية عملية تعليق الحكم في السياقات التي تتعلق بجميع الافتراضات غير الواضحة، وذلك باعتبارها وسيلةً لبلوغ مرحلة الأتاراكسيا. ينكر البيرونيون توصل الدوغماتيين إلى حقيقة المسائل غير الواضحة، إذ تضم الدوغماتية جميع الفلسفات المنافسة للبيرونية. يسلك البيروني منهجًا يشتمل على تقديم الحجج المؤيدة والمعارضة فيما يخص أي مسألة غير واضحة، بحيث تبقى المسألة غير محسومة، وبالتالي يُعلق الاعتقاد ويصل المرء إلى مرحلة الأتاراكسيا.
تُعتبر البيرونية بمثابة أقدم الأشكال الغربية للشكوكية الفلسفية. أُشير إلى البيرونية في الأدب القديم باسم «الشكوكية»، وكثيرًا ما جرت مقارنتها بفلسفة مماثلة للشكوكية الأكاديمية. ونتيجةً لذلك، أُطلق على ممارسي البيرونية اسم «المتشككون» و«الأكاديميون».
يتمحور الهدف من البيرونية في اليودايمونيا، إلا أنها تشتهر أيضًا بحججها الأبستمولوجية ولا سيما مشكلة المعيار، فضلًا عن كونها أول مدرسة فلسفية غربية تستعرض مشكلة الاستقراء ومعضلة مونشهاوزن الثلاثية.
يمكن تقسيم البيرونيين (أو ممارسي البيرونية) إلى الفاعلين (المشاركين في تعليق الحكم) والشكاكين (المنخرطين في السعي) والمتخصصين في المعضلات (المنخرطين في التفنيد).

## ممارستها
يتمحور الهدف من ممارسة البيرونية حول بلوغ مرحلة تعليق الحكم. تتجسد الممارسة الجوهرية في وضع حجة مقابل الأخرى. طور الفيلسوفان البيرونيان أنيسيديموس وأغريبا مخزونات من الحجج، إذ كانت تُعرف باسم «الأنماط» أو «الاستعارات».

### أنماط أنيسيديموس العشرة
يُنسب إلى أنيسيديموس الفضل في ابتكار الاستعارات العشرة (التي تُعرف أيضًا باسم أنماط أنيسيديموس العشرة)، إلا أنه لا يوجد معلومات كافية حول ما إذا كان هو من ابتكر هذه الاستعارات أو نظّمها استنادًا إلى الأعمال البيرونية السابقة وحسب. وفي المقابل، نسب سيكستوس إمبيريكوس هذه الاستعارات إلى البيرونيين الأوائل، في حين يعزو فلوطرخس في عنوان أحد أعماله المفقودة (حول أنماط بيرو العشرة) هذه الأنماط إلى بيرو. تمثل هذه الاستعارات الأسباب الكامنة وراء تعليق الحكم كالتالي:
1.     «لا تُفضي نفس الأشياء إلى الانطباعات ذاتها، وذلك بسبب الاختلافات بين الحيوانات.
2.     لا تُفضي نفس الأشياء إلى الانطباعات ذاتها، وذلك بسبب الاختلافات بين البشر.
3.     لا تُفضي نفس الأشياء إلى الانطباعات ذاتها، وذلك بسبب الاختلافات بين الحواس.
4.     قد تبدو الأشياء نفسها مختلفةً بسبب «الظروف أو الحالات أو الترتيبات». فقد تبدو درجة الحرارة المُقاسة بواسطة أداة مختلفةً بعد فترة طويلة من طقس الشتاء البارد (إذ تبدو أكثر دفءً) أو بعد فترة من طقس خريفي معتدل (إذ تبدو أكثر برودةً). نشعر أن الوقت بطيء عندما نكون صغارًا، بينما نشعر أنه أسرع عندما نتقدم في السن. يمتلك العسل مذاقًا حلوًا بالنسبة لمعظم الناس، لكن مذاقه مر بالنسبة للأشخاص المصابين باليرقان. يشعر المصاب بالأنفلونزا بالبرد والرعشة على الرغم من ارتفاع درجة حرارته وإصابته بالحمى.
5.     قد تبدو الأشياء نفسها مختلفةً، بالنظر إلى المواقف والمسافات والمواقع. على سبيل المثال، تبدو الشرفة نفسها مجتزأةً عند النظر إليها من زاوية معينة، بينما تبدو متناظرةً عند النظر إليها من المنتصف. قد تظهر السفينة نفسها صغيرةً وثابتةً عندما تكون بعيدة، بينما تظهر كبيرةً ومتحركةً عندما تصبح أقرب. وقد يبدو البرج ذاته مستديرًا عند النظر إليه من بعيد، بينما يبدو رباعي الأضلاع عند النظر إليه من نقطة قريبة.»
6.     «لا يمكننا رؤية شيء ما بشكل مجرد، بل نراه جنبًا إلى جنب مع شيء آخر. ولذلك، يمكننا أن نحدد ماهية الخليط بين الشيء الخارجي والشيء المُدرك، لكننا لن نتمكن من تحديد الشكل الخارجي في حد ذاته».
7.     «النمط المستند إلى كمية الأشياء وتكوينها، أي «طريقة تكوينها» عمومًا، هو الذي يفسر -على سبيل المثال- السبب وراء رؤيتنا لقرن الماعز أسودًا عندما يكون سليمًا وأبيضًا عند طحنه، بالإضافة إلى رؤيتنا للثلج أبيض اللون عندما يكون مجمدًا وشفافًا عند تحوله إلى سائل.
8.     «تبدو جميع الأشياء نسبيةً، ولذلك نعلق الحكم على الأشياء الموجودة بشكل مطلق وفعلي. هل تختلف الأشياء «المتفاوتة» -باعتبارها مقابلًا للأشياء القائمة بحد ذاتها- عن الأشياء النسبية أم لا؟ ستكون هذه الأشياء نسبية إن لم يكن هناك أي اختلاف. أما إن اختلفت هذه الأشياء عن بعضها البعض، فستكون هذه الأشياء المطلقة نسبية أيضًا، وذلك لأن كل ما هو مختلف يعتبر نسبيًا بالنسبة لشيء ما».
9.      «النمط المستند إلى مبدأ ثبات أو ندرة الحدوث»، تُعتبر الشمس أكثر روعةً من مذنب، لكن يحظى المذنب باهتمامنا لأننا نرى ونشعر بدفء الشمس يوميًا بينما نادرًا ما نشاهد مذنبًا.
10. «هناك نمط عاشر، وهو معنى بالأخلاق في الأساس، ويقوم على قواعد السلوك والعادات والقوانين والمعتقدات الأسطورية والمفاهيم الدوغماتية».
تتبع هذه الأنماط العشرة إلى ثلاثة أنماط أخرى:
1.     الأنماط المعتمدة على الذات التي تحكم (الأنماط 1 و2 و3 و4).
2.     الأنماط المعتمدة على الشيء المحكوم (الأنماط 7 و10).
3.     الأنماط المعتمدة على الذات التي تحكم والشيء المحكوم سويةً (الأنماط 5 و6 و8 و9).
يعلو هذه الأنماط الثلاثة نمط العلاقة.

### أنماط أغريبا الخمسة
طرح سيكستوس إمبيريكوس هذه «الاستعارات» أو «الأنماط» في كتابه معالم البيرونية. نسب سيكستوس هذه الأنماط إلى «الشكوكيين الحديثين» وحسب، بينما نسبها ديوجانس اللايرتي إلى أغريبا. تتمثل استعارات أغريبا الخمسة فيما يلي:
1.     الاعتراض – وهو الشك المبرهن في اختلاف الآراء بين الفلاسفة والناس عمومًا.
2.     التقدم إلى مالا نهاية – تعتمد كل البراهين على أمور بحاجة إلى برهان في حد ذاتها، وهكذا إلى مالا نهاية، وهو ما يُعرف باسم حجة الارتداد.
3.     النسبية – تتغير كل الأشياء بتغير العلاقات بين بعضها البعض أو بتغير منظورنا.
4.     الافتراض – تستند الحقيقة المؤكدة إلى افتراض غير مدعوم.
5.     الدائرية – تشتمل الحقيقة المؤكدة على حلقة متواصلة من البراهين.
يتبين أن الاعتراض غير القابل للحسم حول المسألة المقترحة متعلق بحياة الناس العاديين وحياة الفلاسفة بالاستناد إلى النمط القائم على الخلاف، الأمر الذي يفسر عجزنا عن اختيار أو استبعاد أي شيء، وبالتالي تعليقنا للحكم. ينطوي النمط المتمحور حول الارتداد اللانهائي على حاجة ما نعتبره مصدرًا للحكم على مسألة معينة مصدرًا آخر، ويحتاج هذا المصدر إلى آخر، وهكذا إلى مالا نهاية، فلا يتبق لدينا نقطة بداية نستند إليها في أي شيء، الأمر الذي يفضي إلى تعليق الحكم. ينطوي النمط المستند إلى النسبية على ارتباط ما يبدو عليه الشيء بالذات التي تحكم على هذا الشيء والأشياء الأخرى التي تلاحظها الذات إلى جانبه، لذلك نعلق الحكم فيما يتعلق بطبيعة هذا الشيء في حد ذاته. يتمحور النمط المتعلق بالفرضية حول الدوغماتيين الذين أُرجعوا إلى مالا نهاية واستندوا إلى بداية، يزعمون الاضطلاع بمسؤوليتها دون أي دليل أو حق. يتظاهر النمط التبادلي عندما يصبح ما هو مؤكد حول الشيء الخاضع للتحقيق بحاجة إلى إقناع بواسطة الشيء ذاته، الأمر الذي يسفر عن تعليق الحكم فيما يتعلق بكلا الأمرين كوننا عاجزين عن الاعتماد على أي منهما بغرض إثبات الآخر.